# Hungría en los Juegos Olímpicos de Sapporo 1972
Hungría estuvo representada en los Juegos Olímpicos de Sapporo 1972 por una deportista que compitió en patinaje artístico.  
La portadora de la bandera en la ceremonia de apertura fue la patinadora artística Zsuzsa Almássy. El equipo olímpico húngaro no obtuvo ninguna medalla en estos Juegos.